# 백인걸
백인걸(白仁傑, 1497년~1579년 9월 29일)은 조선시대 중기의 문신이자 사림파 정치인이며 성리학자, 작가이다. 한성부 출신으로 자는 사위(士偉), 호는 휴암(休菴)이며 본관은 수원이다. 시호는 충숙(忠肅)이었다가 개시(改諡)되어 문경(文敬)이 되었다. 백이영(白以永)은 그의 손자이다.

## 생애
정암 조광조, 모재 김안국, 김식(金湜)의 문인이며, 율곡 이이와 우계 성혼은 그의 문하생이었다. 조광조와 김식의 문하에서 수학하다 기묘사화로 스승과 동료를 모두 잃고 실의속에 금강산에 들어가 은거하였다. 뒤에 김안국을 찾아가 그로부터 성리학을 수학하였다. 1537년 문과에 급제하고 성균관에 오래 근무하다가 출사하였으나 문정왕후의 수렴청정에 반대하였으며, 그의 밀지 정치를 비난하다가 파직당했다. 그 뒤 을사사화 등으로 출사하지 않다가 1547년 정미사화에 연루되어 안변(安邊)에 유배되었다. 그 뒤 윤원형의 몰락 이후 출사하여 1567년(명종 22) 70세로 교리(校理)가 되었다. 그 뒤 이조참판, 사간원대사간, 대사헌, 공조참판 등을 거쳐 의정부우참찬을 지내고 지중추부사에 이르렀다.
1578년(선조 11) 우참찬에 임명되었으나 사퇴하였으며 이듬해 동서분당(東西分黨)의 폐단을 지적하고 군비확장을 강조했다. 선조 때 청백리(淸白吏)의 한사람으로 녹선되었으며 학문에도 뛰어났다. 학문에 정진하여 후일 대학자가 된 율곡 이이와 우계 성혼을 문하에 배출하였다. 숭정대부 의정부 좌찬성에 증직되었다.

### 생애 초반

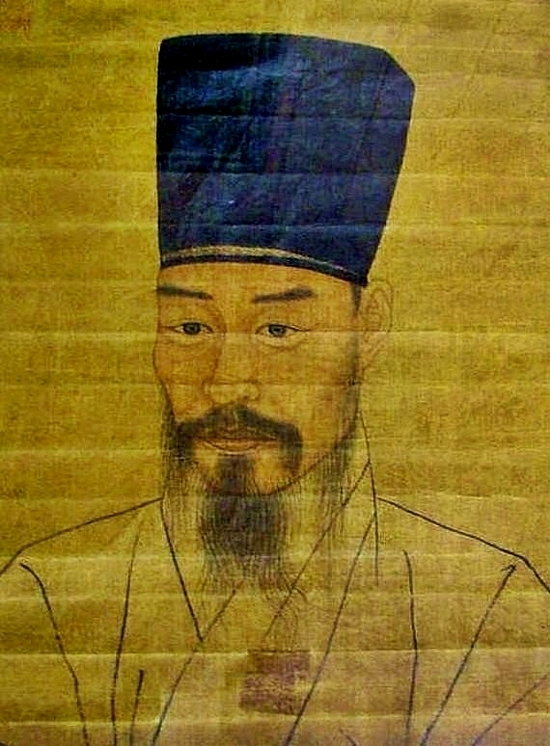
스승 정암 조광조

왕자사부(王子師傅)를 지낸 백익견(白益堅)의 아들이다. 그는 구도(求道)의 뜻을 세워 일찍부터 학문에 전심하였으며, 조광조의 문하에서 수학하다가 김안국(金安國)에게서도 학문을 배웠다. 일찍부터 송인수, 유희춘, 서경덕 등과 친하게 지냈다. 이후 이연경, 이황, 허엽, 조식, 기대항, 김인후, 이이, 성혼 등 당대의 사림계 인물들과 폭넓게 교류하였다. 이이와 성혼은 후일 그의 제자가 되어 수학하였다.
그 뒤 김식(金湜)이 성균관 대사성이 되어 새로운 학풍이 일어나게 되자, 스승인 조광조, 김안국의 친구이기도 했던 김식의 문하에도 출입하여 배움을 청했다. 특히 조광조를 존경하여 그의 집 옆에 집을 짓고 그를 사사하였다.

### 기묘사화와 방황

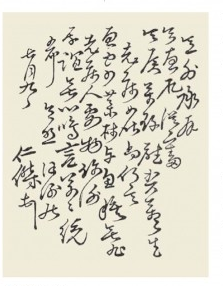
백인걸의 필적

그러나 1519년(중종 14년) 기묘사화가 일어나자 비분강개하여 금강산에 들어가 지내다가 돌아와 김안국을 찾아가 다시 공부를 계속하였다. 그 뒤 1531년 생원시에 합격하고 1537년 식년문과에 병과로 급제하였다.
그 뒤 조광조의 일파로 몰려 청요직에 진출하지 못하고 오랫동안 성균관에 머물다가 1538년 예문관검열이 되었다.

### 관료 생활
그가 예문관 검열로 있을 때 예문관의 관리가 이조(吏曹)의 인사행정의 잘잘못을 기록하는 옛 관습을 복구하여 다시 실행하게 하였다. 그 뒤 예조좌랑을 거쳐 남평현감(南平縣監)으로 나갔다.
남평현감으로 있을 때는 청렴하고 근무를 성실히 하였으며, 특히 학당(學堂)을 세우고 학장(學長)을 두어 지역의 교육에 힘쓰고 면학 분위기를 조성한 공로로 상을 받고 품계가 높아졌다. 1541년 홍문록(弘文錄)을 선발할 때 추천으로 선발되었다.
그러나 인종 사후 어린 경원대군이 조선 명종이 즉위하자 문정왕후가 수렴청정을 하였고 그는 이를 비판했다. 특히 문정왕후가 비밀리에 정난정 등에게 밀지를 내려서 윤임 등 반대파를 제거하려는 정보를 입수하고 이를 비난했다가 파직당하였다. 그 뒤 을사사화로 윤임 등 일부 외척과 함께 선비들이 처형당하자 관직을 단념하고 파주 우계로 낙향해 서당을 열고 성리학을 가르쳤다.

### 학문 연구와 후학 양성
스승 없이 조광조를 사숙하던 이이는 조광조의 문하생인 휴암 백인걸을 찾아가 수학하였다. 승려가 되었다가 환속하여 말이 많던 이이였으나, 이이의 사람됨을 알아본 백인걸은 이이를 받아들인다. 백인걸의 문하에서 이이는 우계 성혼을 만나는데, 성혼은 조광조의 다른 문하생인 성수침의 아들이자 문하생이기도 했다. 성혼은 이이의 오랜 친구가 된다. 청년기의 이이와 성혼은 시류의 타락을 논하며 "살아도 같이 살고 죽어도 같이 죽자"고 맹세하였다. 어머니의 오랜 병환과 죽음으로 충격받은 이이가 불교에 입문했다가 환속한 뒤에도 문제삼지 않고 받아준 것은 스승 백인걸과 오랜 친구 성혼이었다.
후에 휴암과 율곡이 마주 앉아서 정암과 퇴계의 우열을 놓고 평을 했는데, 율곡은 정암에 대해 타고난 자품은 훌륭하나 학문이 성숙하지 못해 일을 그르쳤다고 소신을 피력했다. 자신의 아버지와 같은 분이 평생 스승으로 정성을 다해 섬겨온 정암을 면전에서 학문을 이루지 못했다고 평가하는 것은 상상하기 어려운 일이다. 이이의 파격적인 평에도 그는 동요하지 않았다.
1545년(명종 원년) 을사사화 때 윤임을 처벌하는 절차상의 문제를 강력하게 지적하여 윤원형 등 소윤의 미움을 사서 파면당하고 파주로 내려갔고, 1547년 양재역 벽서사건에 연루되어 안변(安邊)에 유배되었다. 그 뒤 1551년 석방된 뒤 오랫동안 고향에 은거하며 성리학을 가르치고, 《태극도설 太極圖說》과 정주학(程朱學)의 서적들을 깊이 연구하는 등 학문 연구에 전념하였다. 그 뒤 소윤의 거두 윤원형이 죽자 복직하였다.

### 생애 후반
1565년(명종 20) 복직하고 그해 승문원교리, 1566년 사도시첨정(司導寺僉正)·선공감부정(繕工監副正) 등을 지내고 양주목사로 나갔다. 1567년 양주목사가 되었을 때는 공납의 폐단을 개혁하는 등의 치적을 쌓아 그가 이임할 때 가지 말라고 만류했다 하며, 후에 고을사람들이 선정 기념비를 세웠다. 1567년(명종 22년) 71세의 고령으로 교리가 되었고 그해 재상 김명윤(金明胤)을 탄핵하여 몰락시켰다. 이후 동지춘추관사(同知春秋館事)로 《명종실록》의 편찬에 참여하였다. 제자인 이이와 함께 다시 동서분당의 폐단을 논하고 진정시킬 것을 주장하였으나, 오히려 동인의 지탄을 받고 서인을 편든다는 공격을 받았다. 이이에 대한 동인의 악감정은 이이의 스승인 백인걸에게도 향했다.
이듬해 기대승의 추천으로 대사간으로 승진한 뒤 공조참의가 되었다. 1569년에는 시류를 잘 타 이조판서가 된 박충원을 공격하였다. 박충원은 곧 병을 핑계로 이조판서 직을 내놓았다. 선조 연간에 직제학, 이조참판, 대사간, 대사헌을 등을 지내고 공조참판으로서 동지경연사(同知經筵事)·동지의금부사(同知義禁府事)를 겸임하였다. 그 뒤 병조참판을 거쳐 다시 대사헌이 되어 권신(權臣) 등의 비위를 논핵(論劾)하다가 체직당하였다.
1570년에는 좌의정 권철이 왕과 불협화음이 있는 것을 지적했다가 권철이 출사하지 않자 해명하여 다시 조정에 나오게 했다.

### 최후
1576년 의주 목사 곽월(郭越)이 그가 화를 획책한다고 비판하였으나 왕이 듣지 않았다.
1578년(선조 11) 우참찬에 임명되었다. 그해 사퇴하고, 1579년 5월 지중추부사가 되어 당시의 동서분당의 폐단을 지적하고 군비확장을 강조하였다. 도성에 있는 사대부들이 자신을 중하게 여기지 않더라도 그것에 마음을 쓰지 않았다. 그리고 녹봉미와 마초값[騶直]을 모두 도봉서원(道峰書院)에 보내고 곤궁하게 생활하였다. 병이 들자 왕이 사람을 보내 문병하고, 병세가 위독해지자 선조가 직접 문병하고 의원과 약을 내려보내 치료하게 하였으나 효험이 없었다. 그해 9월에 병으로 사망하였다.

### 사후
사후 경기도 양주시 광적면 효촌리 산 26번지에 안장되었다. 바로 증 숭정대부 의정부좌찬성에 추증되었다. 후일 그의 학통을 계승한 잠곡 김육과 우암 송시열이 그의 신도비를 찬했다. 충숙의 시호가 추서되었고 뒤에 문경(文敬)으로 개시되었다. 남평의 봉산서원(蓬山書院), 파주(坡州)의 파산서원(坡山書院) 등에 배향되었다. 1603년 청백리(淸白吏)로 선정되어 기록되었다.
《백인걸 선생 묘》는 1981년 7월 26일 경기도의 기념물 제58호로 지정되었다.

## 사상
그는 허례허식을 비판하였고 이러한 경향은 그대로 이이에게 이어졌다. 율곡의 사물이나 인간에 대한 정직한 자세는 많은 오해를 불러일으켜 당시 동료는 물론 선배와 원로대신들로부터 미움을 사 오국소인(誤國小人)이라고까지 지탄을 받았다. 특히 원로대신들 중 허엽과 이준경 등은 율곡을 예절과 근본도 모르는 인간이라고 분을 터뜨렸다. 그리고 이이의 스승인 백인걸에게도 비판의 칼날이 향했다.
이이의 솔직함과 냉정함에 화가 난 이준경은 이이의 스승인 백인걸을 찾아가 항의를 한 일도 있다. 한 번은 이준경이 백인걸을 찾아가 “자네가 추천한 이 아무개라는 인간이 왜 그 모양인가?” 하고 드러내놓고 역정을 내기도 했다.

## 평가
성격은 소탈하고 솔직하였다 한다. 그러나 이이나 성혼, 이준경 등 다른 이들과 있었던 일을 쉽게 외부에 발설하여 물의가 되기도 했다.

## 가족 관계
- 증조부 : 백효삼(白效參), 사헌부지평(司憲府持平)
- 조부 : 백사수(白思粹), 장단부사(長湍府使)
  - 아버지 : 백익견(白益堅), 왕자사부(王子師傅)
  - 어머니 : 우종은(禹從殷)의 딸
    - 형 : 백인호(白仁豪), 별좌(別坐)
    - 형수 : 정효순(鄭孝純)의 딸
      - 조카 : 백유온(白惟溫)
      - 조카 : 백유량(白惟良)
      - 조카 : 백유검(白惟儉)
      - 조카 : 백유양(白惟讓)
      - 조카 : 박관(朴寬)에게 출가
      - 조카 : 정경륜(鄭景倫)에게 출가
      - 조카 : 전응진에게 출가

    - 본처 : 평택 임씨(平澤林氏)
      - 장남 : 백유공(白惟恭)

    - 후처 : 안자근개(安者斤介, 1512 ~ ?)[3]
      - 차남 : 백유항(白惟恒), 평창현령(平昌縣令)
        - 손자 : 백효민(白孝民), 남평현감(南平縣監)
        - 손자 : 백제민(白悌民), 행창평현령(行昌平縣令)
        - 손녀 : 김기원(金期遠)에게 출가
        - 손녀 : 이상(李詳)에게 출가
        - 손녀 : 최흥운(崔興雲)에게 출가
        - 손녀 : 유신붕(柳信朋)에게 출가
        - 손녀 : 이극에게 출가

      - 삼남 : 백유함(白惟咸), 승지(承旨)
        - 손자 : 백해민(白海民)
        - 손자 : 백선민(白善民), 행갑산부사(行甲山府使)
        - 손자 : 백신민(白信民), 의빈도사(儀賓都事)
        - 손자 : 백현민(白賢民), 서천군수(舒川郡守)
        - 손자 : 백헌민(白憲民)
        - 손자 : 백철민(白哲民)
        - 서손자 : 백시민(白時民)
        - 서손자 : 백계민(白季民)
        - 손녀 : 김흥록(金興祿)에게 출가

      - 장녀 : 조감(趙堪)에게 출가
      - 차녀 : 안수기(安守基)에게 출가
      - 삼녀 : 신세영(辛世英)에게 출가
      - 사녀 : 이윤조(李胤祖)에게 출가
      - 오녀 : 임색(任穡)에게 출가

## 기타
독립운동가 백정기와 백관수는 그의 후손이다.

## 같이 보기
| - 조광조 - 김식 - 이황 - 이언적 - 서경덕 - 성수침 - 이이 - 백유양 - 백유함 - 이연경 - 허엽 | - 이준경 - 성혼 - 백정기 - 백남훈 - 백남운 - 백관수 |

## 참고 문헌
- 휴암백인걸기념사업회, 백인걸의 생애와 사상 (휴암백인걸기념사업회, 1997)
- 박영규, 한권으로 읽는 조선왕조실록 (들녘, 1998)
- 이덕일, 당쟁으로 보는 조선역사 (석필, 2002)
- 백인걸, 휴암선생실기 (휴암선생기념사업회, 1981)